# Jaujard & Pelce
Die Société Jaujard & Pelce war ein französischer Hersteller von Fahrrädern, Motorrädern und Automobilen.

## Unternehmensgeschichte
Das Unternehmen wurde im Oktober 1899 in Argenteuil zur Produktion von Fahrrädern gegründet. Außerdem entstanden Motorräder und Automobile. Der Markenname lautete La Guerrière. 1900 endete die Produktion.

## Automobile
Bei den Automobilen handelte es sich um Kleinwagen.